# Wang Hee-kyung
Wang Hee-Kyung, född 16 juli 1970 är en bågskytt från Sydkorea, som tog två OS-medaljer vid bågskyttetävlingar i olympiska sommarspelen 1988.